# Parafia Chrystusa Króla w Rusinach
Parafia Chrystusa Króla w Rusinach – rzymskokatolicka parafia znajdująca się w diecezji pińskiej, w dekanacie baranowickim, na Białorusi.